# Космос-154
Космос-154 (7К-Л1 №3Л) — второй запуск прототипа лунного корабля «Союз 7К-Л1П». После первого пуска потребовалось внести изменения в схему автоматики. Проводилась отработка бортовых систем и программ выведения космического аппарата.

## Миссия
Второе включение Блока Д на разгон не прошло, виноват был этой ситуации не Блок Д, не система управления и не двигатель, а люди, которым было поручено изменить схему прибора автоматики обеспечивающую второе включение — это не было выполнено.